# Henry George junior

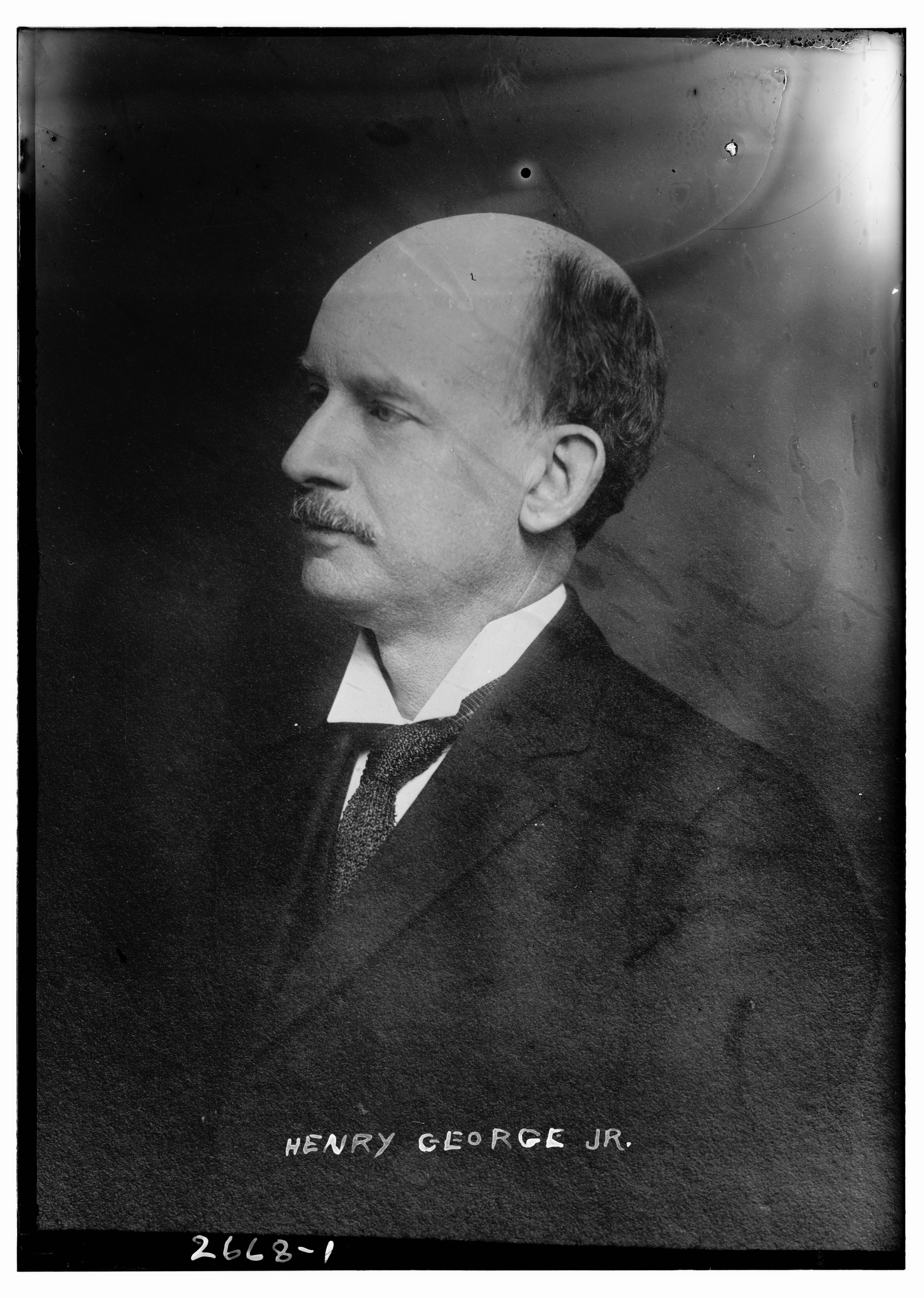
Henry George junior

Henry George junior (* 3. November 1862 in Sacramento, Kalifornien; † 14. November 1916 in Washington, D.C.) war ein US-amerikanischer Zeitungsmann und Politiker. Zwischen 1911 und 1915 vertrat er den Bundesstaat New York im US-Repräsentantenhaus.

## Werdegang
Henry George junior wurde während des Bürgerkrieges in Sacramento als Sohn von Henry George und Annie Corsina Fox George geboren. Er besuchte Gemeinschaftsschulen. Mit 16 Jahren begann er in einer Druckerei zu arbeiten, wo er ein Jahr lang verblieb. Er zog 1880 mit seinen Eltern in die damals noch eigenständige Stadt Brooklyn. Im folgenden Jahr war er Reporter für den Brooklyn Eagle. 1884 begleitete er seinen Vater als sein Sekretär auf eine Vorlesungsreise (lecture tour) nach Großbritannien. Zu deren Ende schloss er sich dem Stab der London Truth an. Er kehrte in die Vereinigten Staaten zurück, wo er dem Stab der North American Review beitrat. Zwischen 1887 und 1891 war er Redaktionsleiter der Standard. Er arbeitete 1891 als Korrespondent für ein Syndikat von Western-Zeitungen in Washington D.C. Im folgenden Jahr war er als Korrespondent für dasselbe Syndikat in England tätig. Als Redaktionsleiter arbeitete er 1893 für den Florida Citizen in Jacksonville. Er kehrte 1895 nach New York City zurück. Nach dem Tod seines Vaters 1897 wurde er als dessen Nachfolger als Kandidat von den Jefferson-Demokraten für den Posten des Bürgermeisters von New York City nominiert, erlitt allerdings eine Niederlage. 1906 war er Sonderberichterstatter in Japan.
Bei den Kongresswahlen des Jahres 1910 für den 62. Kongress wurde George im 17. Wahlbezirk von New York in das US-Repräsentantenhaus in Washington D.C. gewählt, wo er am 4. März 1911 die Nachfolge von William Stiles Bennet antrat. Er wurde einmal wiedergewählt. Da er auf eine erneute Kandidatur im Jahr 1914 verzichtete, schied er nach dem 3. März 1915 aus dem Kongress aus.
Nach seiner Kongresszeit widmete er sich bis zu seinem Tod dem literarischen Schaffen. Er verstarb am 14. November 1916 in Washington D.C. Sein Leichnam wurde dann auf dem Green-Wood Cemetery in Brooklyn beigesetzt.